# Kurier Wileński (1990)
Kurier Wileński: dziennik polski na Litwie – polskojęzyczny dziennik wydawany w Wilnie od 9 lutego 1990, ukazuje się codziennie oprócz niedziel i poniedziałków. Jego poprzednikiem był wydawany w latach 1953–1990 w Litewskiej SRR Czerwony Sztandar, organ Komunistycznej Partii Litwy.

## Historia
Poprzednikiem pisma był Czerwony Sztandar, organ Komunistycznej Partii Litwy, wydawany w końcowym etapie istnienia przez Radę Najwyższą Litewskiej SRR. Ukazuje się 5 razy tygodniowo.
Obecnie ukazuje się w nakładzie 2,5 – 3,5 tys. egzemplarzy, sprzedawany był w cenie 1,50 lita i 2,5 lita za wydanie weekendowe. Utrzymuje się głównie z funduszy przyznawanych przez państwo polskie. Porusza dość szeroką tematykę: informacje z Litwy, Polski, świata, gospodarcze, o zdrowiu, kącik dziecięcy i młodzieżowy, w sezonie letnim „poradnik działkowicza” i in. Obecnie redaktorem naczelnym jest Robert Mickiewicz, wcześniej funkcję tę pełnili Zbigniew Balcewicz, Czesław Malewski, Zygmunt Żdanowicz i Aleksander Borowik.
Od 6 października 2018 w każdą sobotę ukazuje się odnowione wydanie gazety w formie ilustrowanego tygodnika, którego redaktorem prowadzącym został Rajmund Klonowski. Drukowany jest na lepszym niż codzienne numery papierze.
Gazeta od wielu lat organizuje konkursy integrujące polską społeczność Litwy: „Dziewczyna »Kuriera Wileńskiego« — Miss Polka Litwy”, „Moje dziecko w obiektywie” czy Plebiscyt Czytelników „Kuriera Wileńskiego” „Polak Roku”.

## Polak Roku
Od 1998 Kurier organizuje plebiscyt, którego celem jest uhonorowanie osób najbardziej zasłużonych dla polskości na Litwie.

- (I) 1998 – Gabriel Jan Mincewicz
- (II) 1999 – Jan Sienkiewicz
- (III) 2000 – Zofia Matarewicz
- (IV) 2001 – Waldemar Tomaszewski
- (V) 2002 – ks. Wacław Wołodkowicz
- (VI) 2003 – ks. Dariusz Stańczyk
- (VII) 2004 – Anna Adamowicz
- (VIII) 2005 – Waldemar Tomaszewski
- (IX) 2006 – Józef Kwiatkowski
- (X) 2007 – Barbara Kosinskienė
- (XI) 2008 – Antoni Jankowski
- (XII) 2009 – Leonard Talmont
- (XIII) 2010 – Zdzisław Palewicz
- (XIV) 2011 – Jadwiga Sinkiewicz
- (XV) 2012 – Edward Trusewicz[5]
- (XVI) 2013 – Maria Rekść[6]
- (XVII) 2014 – Michaela Rak[7]
- (XVIII) 2015 – ks. Józef Aszkiełowicz[8]
- (XIX) 2016 – Józef Rybak[9]
- (XX) 2017 – Regina Markiewicz[10]
- (XXI) 2018 – Edyta Tamošiūnaitė[11]
- (XXII) 2019 – s. Anna Mroczek i Tadeusz Romanowski[12]
- (XXIII) 2020 – ks. Wojciech Górlicki[13]
- (XXIV) 2021 – Krystyna Dzierżyńska[14]
- (XXV) 2022 – Krystyna Adamowicz[15]
- (XXVI) 2023 – Adam Błaszkiewicz[16]
- (XXVII) 2024 – Marzena Suchocka[17]